# تشارلز إي. شايفر
تشارلز إي. شايفر (بالإنجليزية: Charles E. Schaefer)‏ هو عالم نفس أمريكي، ولد في 15 نوفمبر 1933.